# سلطان عبدالله
سلطان عبدالله یک منطقهٔ مسکونی در عراق است.